# Pseudostenophylax acutifalcatus
Pseudostenophylax acutifalcatus är en nattsländeart som beskrevs av Schmid 1991. Pseudostenophylax acutifalcatus ingår i släktet Pseudostenophylax och familjen husmasknattsländor. Inga underarter finns listade i Catalogue of Life.